# ジョアン・ガスパール
ジョアン・ガスパール（Joan Gaspart Solves、カタルーニャ語発音: [ʒuˈaŋ ɡəsˈpaɾt] ; 1944年10月11日生まれ）はスペインの実業家であり、2000年7月から2003年2月までFCバルセロナの元会長を務める。
バルセロナ生まれ。彼はクラブの最高の副会長の一人として知られているが同時に（ホセ・ルイス・ヌニェス会長時代）最悪の会長の一人と呼ばれている。
ガスパールは、ルイス・フィーゴのレアル・マドリードへの売却から得たすべてのお金を使い、アーセナルからエマニュエル・プティとマルク・オーフェルスを、バレンシアCFからジェラール・ロペスを獲得した。

ガスパールは2003年にFCバルセロナの会長を辞任し、クラブのサッカーは降格から2ポイント離れました。 

現在、彼はバルセロナのサッカークラブUEサンアンドレウの会長であり、スペインサッカー連盟（レアルフェデラシオン・エスパニョーラ・デ・フットボル、RFEF）の会長であり、アンヘル・マリア・ビジャールの選挙運動の責任者でした。ビラーは現在、スペイン王立サッカー連盟の会長であり、 UEFAとFIFAの両方の副会長でもある。
| 先代 Josep Lluís Núñez | President of FC Barcelona 2000–2003 | 次代 Enric Reyna |